# Dean Woods
Dean Anthony Woods (Wangaratta, 22 de junio de 1966-Gold Coast, 3 de marzo de 2022) fue un deportista australiano que compitió en ciclismo en las modalidades de pista, especialista en las pruebas de persecución, y ruta.
Participó en tres Juegos Olímpicos de Verano, obteniendo en total cuatro medallas: oro en Los Ángeles 1984, plata y bronce en Seúl 1988 y bronce en Atlanta 1996.
Ganó tres medallas en el Campeonato Mundial de Ciclismo en Pista entre los años 1986 y 1995.

## Trayectoria deportiva
En la categoría júnior fue campeón mundial de persecución individual en 1983 y 1984. Participó en los Juegos Olímpicos de Los Ángeles 1984, en los que obtuvo la medalla de oro en la prueba de persecución por equipos (junto con Michael Grenda, Kevin Nichols y Michael Turtur) y el cuarto lugar en persecución individual.
En los Juegos de la Mancomunidad de 1986 consiguió dos medallas de oro. En los Juegos Olímpicos de Seúl 1988 ganó dos medallas, plata en persecución individual y bronce en persecución por equipos (con Brett Dutton, Wayne McCarney y Stephen McGlede). Después de estos Juegos decidió cambiar a la carretera, y se hizo profesional en 1989 con el equipo Stuttgart, con el que disputó dos Vueltas a España (1990 y 1991).
En 1994 regresó a la pista y participó en los Juegos de la Mancomunidad de 1994, obteniendo una medalla de oro en persecución por equipo. En sus terceros y últimos Juegos Olímpicos, Atlanta 1996, se colgó la medalla de bronce en persecución por equipos (con Bradley McGee, Stuart O'Grady y Timothy O'Shannessey). Después de estos Juegos se retiró de la competición.
En 1985 fue condecorado con la Medalla de la Orden de Australia (OAM). Falleció de cáncer en 2022, a la edad de 55 años.

## Medallero internacional
| Juegos Olímpicos   | Juegos Olímpicos                  | Juegos Olímpicos  | Juegos Olímpicos           |
| Año                | Lugar                             | Medalla           | Competición                |
| ------------------ | --------------------------------- | ----------------- | -------------------------- |
| 1984               | Los Ángeles (Estados Unidos)      | Medalla de oro    | Persecución por equipos    |
| 1988               | Seúl (Corea del Sur)              | Medalla de plata  | Persecución individual     |
| 1988               | Seúl (Corea del Sur)              | Medalla de bronce | Persecución por equipos    |
| 1996               | Atlanta (Estados Unidos)          | Medalla de bronce | Persecución por equipos    |
| Campeonato Mundial |                                   |                   |                            |
| Año                | Lugar                             | Medalla           | Competición                |
| 1986               | Colorado Springs (Estados Unidos) | Medalla de plata  | Persecución individual (A) |
| 1989               | Lyon (Francia)                    | Medalla de plata  | Persecución individual (P) |
| 1995               | Bogotá (Colombia)                 | Medalla de bronce | Persecución por equipos    |

1. ↑  Compitió en la ronda de clasificación.

## Palmarés en pista
- 1983

 Campeón mundial júnior en persecución individual
- 1984

 Medalla de oro en los Juegos Olímpicos de Los Ángeles en persecución por equipos (con Michael Grenda, Kevin Nichols y Michael Turtur)
 Campeón mundial júnior en persecución individual
- 1986

Medalla de oro en los Juegos de la Mancomunidad en persecución
Medalla de oro en los Juegos de la Mancomunidad en persecución por equipos
- 1988

 Medalla de plata en los Juegos Olímpicos de Seúl en persecución
 Medalla de bronce en los Juegos Olímpicos de Seúl en persecución por equipos (con Brett Dutton, Wayne McCarny, Stephen McGlede y Scott McGrory)
- 1994

1.º en los Seis días de Grenoble (con Jean-Claude Colotti)
- 1996

 Medalla de bronce en los Juegos Olímpicos de Atlanta en persecución por equipos (con Brett Aitken, Stuart O'Grady, Timothy O'Shannessey y Bradley McGee)
 Campeón de Australia en madison (con Brett Aitken)

## Palmarés en ruta
- 1991

Vencedor de una etapa en la Vuelta a Suecia
- 1993

1.º en la Melbourne to Warrnambool Classic
Vencedor de una etapa a la Herald Sun Tour

### Resultados en la Vuelta a España
- 1990. 124.º de la clasificación general
- 1991. 112.º de la clasificación general